# Saint-Jean-d'Aulps
Saint-Jean-d'Aulps är en kommun i departementet Haute-Savoie i regionen Auvergne-Rhône-Alpes i sydöstra Frankrike. Kommunen ligger i kantonen Le Biot som tillhör arrondissementet Thonon-les-Bains. År 2022 hade Saint-Jean-d'Aulps 1 543 invånare.

## Befolkningsutveckling
Antalet invånare i kommunen Saint-Jean-d'Aulps
| Referens: INSEE |